# Mongólia az 1996. évi nyári olimpiai játékokon
Mongólia az egyesült államokbeli Atlantában megrendezett 1996. évi nyári olimpiai játékok egyik részt vevő nemzete volt. Az országot az olimpián 7 sportágban 16 sportoló képviselte, akik összesen 1 érmet szereztek.

## Érmesek
| Érem  | Versenyző              | Sportág   | Versenyszám   |
| ----- | ---------------------- | --------- | ------------- |
| Bronz | Dorjpalamyn Narmandakh | Cselgáncs | Férfi légsúly |

## Atlétika
| Versenyző                | Versenyszám   | Selejtező | Selejtező | Döntő    | Döntő    |
| Versenyző                | Versenyszám   | Eredmény  | Helyezés  | Eredmény | Helyezés |
| ------------------------ | ------------- | --------- | --------- | -------- | -------- |
| Dashdendeviin Makhashiri | Diszkoszvetés | 59,16 m   | 23.       | kiesett  | kiesett  |

Női
| Versenyző                  | Versenyszám | Eredmény | Helyezés |
| -------------------------- | ----------- | -------- | -------- |
| Erkhemsaikhany Davaajargal | Maraton     | 3:19:06  | 63.      |

## Birkózás
Szabadfogású
| Versenyző                    | Versenyszám | 32-es főtábla               | Nyolcaddöntő                              | Negyeddöntő       | Elődöntő          | Vigaszág 2. kör             | Vigaszág 3. kör                  | Vigaszág 4. kör                  | Vigaszág 5. kör   | Vigaszág 6. kör   | Bronz- mérkőzés   | Döntő             | Helyezés |
| Versenyző                    | Versenyszám | Ellenfél Eredmény           | Ellenfél Eredmény                         | Ellenfél Eredmény | Ellenfél Eredmény | Ellenfél Eredmény           | Ellenfél Eredmény                | Ellenfél Eredmény                | Ellenfél Eredmény | Ellenfél Eredmény | Ellenfél Eredmény | Ellenfél Eredmény | Helyezés |
| ---------------------------- | ----------- | --------------------------- | ----------------------------------------- | ----------------- | ----------------- | --------------------------- | -------------------------------- | -------------------------------- | ----------------- | ----------------- | ----------------- | ----------------- | -------- |
| Luvsan–Ishiin Sergelenbaatar | 48 kg       | Paul Ragusa (CAN) · 7–1     | Csong Szunvon (Jeong Sun-Won) (KOR) · 1–3 |                   |                   |                             | Viktor Jeftenyi (UKR) · 1–5      | kiesett                          | kiesett           | kiesett           | kiesett           |                   | 12.      |
| Tserenbaataryn Tsogtbayar    | 57 kg       | Gia Sissaouri (CAN) · 3–8   |                                           |                   |                   | Nazim Alidjanov (MDA) · 6–7 | kiesett                          | kiesett                          | kiesett           | kiesett           | kiesett           |                   | 17.      |
| Bayanmönkhiin Gantogtokh     | 90 kg       | José Betancourt (PUR) · 5–0 | Jozef Lohyňa (SVK) · 3–5                  |                   |                   |                             | Eldar Kurtanidze (GEO) · 1–6     | kiesett                          | kiesett           | kiesett           | kiesett           |                   | 14.      |
| Dolgorsürengiin Sumyaabazar  | 100 kg      | Kurt Angle (USA) · 0–4      |                                           |                   |                   | Milan Mazáč (SVK) · 4–2     | Zaza T'qeshelashvili (GEO) · 6–2 | Szjarhej Kavalevszki (BLR) · 0–3 | kiesett           | kiesett           | kiesett           |                   | 10.      |

## Cselgáncs
Férfi
| Versenyző                | Versenyszám | Selejtező         | 32-es főtábla                | Nyolcaddöntő                 | Negyeddöntő                   | Elődöntő                  | Vigaszág első kör         | Vigaszág negyeddöntő | Vigaszág elődöntő | Bronz- mérkőzés               | Döntő             | Helyezés |
| Versenyző                | Versenyszám | Ellenfél Eredmény | Ellenfél Eredmény            | Ellenfél Eredmény            | Ellenfél Eredmény             | Ellenfél Eredmény         | Ellenfél Eredmény         | Ellenfél Eredmény    | Ellenfél Eredmény | Ellenfél Eredmény             | Ellenfél Eredmény | Helyezés |
| ------------------------ | ----------- | ----------------- | ---------------------------- | ---------------------------- | ----------------------------- | ------------------------- | ------------------------- | -------------------- | ----------------- | ----------------------------- | ----------------- | -------- |
| Dorjpalamyn Narmandakh   | Légsúly     | erőnyerő          | Melvin Méndez (PUR) · GY     | Nigel Donohue (GBR) · GY     | Alisher Mukhtarov (UZB) · GY  | Nomura Tadahiro (JPN) · V |                           |                      |                   | Nacik Bahirav (BLR) · GY      |                   |          |
| Pürevdorjiin Nyamlkhagva | Harmatsúly  | erőnyerő          | Pasi Laurén (FIN) · GY       | Nakamura Jukimasza (JPN) · V |                               |                           | Iszlam Macijev (RUS) · GY | Ivan Netov (BUL) · V | kiesett           | kiesett                       |                   | 9.       |
| Khaliuny Boldbaatar      | Könnyűsúly  | erőnyerő          | Sebastián Alquati (ARG) · GY | Jimmy Pedro (USA) · GY       | Vladimer Dgebuadze (GEO) · GY | Nakamura Kenzó (JPN) · V  |                           |                      |                   | Christophe Gagliano (FRA) · V |                   | 5.       |

## Íjászat
Női
| Versenyző      | Versenyszám | Selejtező | Selejtező | 64-es főtábla                                 | 32-es főtábla     | Nyolcaddöntő      | Negyeddöntő       | Elődöntő          | Döntő             | Helyezés |
| Versenyző      | Versenyszám | Pont      | Kiemelt   | Ellenfél Eredmény                             | Ellenfél Eredmény | Ellenfél Eredmény | Ellenfél Eredmény | Ellenfél Eredmény | Ellenfél Eredmény | Helyezés |
| -------------- | ----------- | --------- | --------- | --------------------------------------------- | ----------------- | ----------------- | ----------------- | ----------------- | ----------------- | -------- |
| Jargalyn Otgon | Egyéni      | 630       | 45.       | Margarita Galinovszkaja (RUS) (20.) · 150–150 | kiesett           | kiesett           | kiesett           | kiesett           | kiesett           | 44.      |

## Kerékpározás

### Országúti kerékpározás
Férfi
| Versenyző              | Versenyszám   | Idő           | Helyezés      |
| ---------------------- | ------------- | ------------- | ------------- |
| Dashnyamyn Tömör-Ochir | Mezőnyverseny | nem ért célba | nem ért célba |

## Ökölvívás
| Versenyző                  | Versenyszám | Selejtező                                       | Nyolcaddöntő                  | Negyeddöntő                     | Elődöntő          | Döntő             | Helyezés |
| Versenyző                  | Versenyszám | Ellenfél Eredmény                               | Ellenfél Eredmény             | Ellenfél Eredmény               | Ellenfél Eredmény | Ellenfél Eredmény | Helyezés |
| -------------------------- | ----------- | ----------------------------------------------- | ----------------------------- | ------------------------------- | ----------------- | ----------------- | -------- |
| Tseyen-Oidovyn Davaatseren | Harmatsúly  | Joseph Chongo (ZAM) · 13–7                      | Pe Giung (KOR) · 11–10        | Raimkul Malahbekov (RUS) · 9–21 | kiesett           | kiesett           | 6.       |
| Jamgany Narantsogt         | Pehelysúly  | Ulugbek Ibragimov (UZB) · sérülés miatt feladta | kiesett                       | kiesett                         | kiesett           | kiesett           | 17.      |
| Tümentsetsegiin Üitümen    | Könnyűsúly  | Miguel Mojica (DOM) · 7–1                       | Terrance Cauthen (USA) · 9–10 | kiesett                         | kiesett           | kiesett           | 9.       |

## Sportlövészet
Női
| Versenyző            | Versenyszám   | Selejtező | Selejtező | Döntő   | Döntő    |
| Versenyző            | Versenyszám   | Pont      | Helyezés  | Pont    | Helyezés |
| -------------------- | ------------- | --------- | --------- | ------- | -------- |
| Munkhbayar Dorjsuren | Sportpisztoly | 576       | 15.****   | kiesett | kiesett  |
| Munkhbayar Dorjsuren | Légpisztoly   | 377       | 21.*      | kiesett | kiesett  |
| Otrjadin Gündegmá    | Légpisztoly   | 372       | 30.*      | kiesett | kiesett  |
| Otrjadin Gündegmá    | Sportpisztoly | 580       | 6.**      | 681,3   | 5.       |

* - egy másik versenyzővel azonos eredményt ért el

** - két másik versenyzővel azonos eredményt ért el

**** - négy másik versenyzővel azonos eredményt ért el